# Henric al V-lea de Luxemburg
Henric al V-lea (supranumit cel Blond sau cel Mare) (n. 1216 – d. 24 decembrie 1281) a fost conte de Luxemburg, Laroche și Arlon de la 1247 până la moarte și conte de Namur (ca Henric al III-lea) între 1256 și 1264.
Henric a fost fiul și succesorul ducelui Waleran al III-lea de Limburg cu Ermesinda I de Luxemburg.
În 1240, Henric s-a căsătorit cu Margareta de Bar, fiică a contelui Henric al II-lea de Bar cu Filipa de Dreux, care era strănepoată a regelui Ludovic al VI-lea al Franței. Prin căsătoria cu Margareta, Henric a intrat în posesia Ligny, care reprezenta zestre acesteia, deși, printr-o clauză din contractul marital, acesta a rămas sub suzeranitatea feudală a comitatului de Bar. Sfidând aceasta, Henric a prestat omagiu în 1256 lui Theobald al II-lea al Navarrei, în capacitatea acestuia de conte de Champagne (ca Theobald al V-lea). Cumnatul lui Henric, contele Theobald al II-lea de Bar, a profitat de conflictul care se iscase atunci între ducele Frederic al III-lea de Lorena și episcopii de Metz. Henric al V-lea era un susținător al ducelui loren, în vreme ce Theobald lua partea episcopului. Henric a fost capturat în bătălia de la Prény din 14 septembrie 1266. În 8 septembrie 1268, regele Ludovic al IX-lea al Franței a arbitrat între cei doi conți, iar Henric a fost eliberat și a reprimit Ligny, însă sub suzeranitatea conților de Bar.
În 1256, Henric a obținut Namur, pe când margraful de acolo, Balduin al II-lea, se afla și la conducerea Imperiului latin din Constantinopol. Ulterior, Balduin a abandonat însă drepturile sale asupra Namur în favoarea lui Guy de Dampierre, conte de Flandra, care a preluat margrafatul din mâinile lui Henric. Cele două tabere au încheiat pace, iar Guy s-a căsătorit cu fiica lui Henric, Isabela.
Henric a participat la Cruciada a opta din 1270, de sub conducerea regelui Ludovic al IX-lea al Franței, fiind prezent la Tunis.
Împreună cu Margareta de Bar, Henric a avut următorii copii:
- Henric (d. 1288), moștenitor în comitatul de Luxemburg
- Waleran (d. 1288), devenit conte de Ligny și Roussy
- Isabela (n. 1247–d. 1298), căsătorită cu Guy de Dampierre, conte de Flandra
- Filipa (n. 1252–d. 1311), căsătorită cu Ioan al II-lea d'Avesnes, conte de Hainaut și de Olanda
- Margareta
- Felicitas
- Ioana (d. 1310), abatesă de Clairefontaine

De asemenea, el a avut cel puțin trei fii bastarzi, printre care:
- Henric (d. 1288), căsătorit cu Isabela de Houffalize

1. ↑  Medieval Lands, accesat în 29 ianuarie 2016
2. ↑  Medieval Lands, accesat în 9 februarie 2016
3. ↑  The Peerage
4. ↑  Genealogics
5. ↑  IdRef, accesat în 1 mai 2020